# Eutrixopsis pinguis
Eutrixopsis pinguis là một loài ruồi trong họ Tachinidae.